# 沙流川温泉
沙流川温泉（さるかわおんせん）は、北海道沙流郡日高町字富岡にある温泉。

## 泉質
- 単純硫黄冷鉱泉（アルカリ性低張性冷鉱泉）（旧泉質名：単純硫黄泉）
  - 源泉温度 9.4℃（外気温26℃時）、pH 9.4（アルカリ性）、湧出量 毎分32リットル
  - 無色透明、渋み、無臭

## 温泉地
- 沙流川と北日高岳の間に日帰り入浴施設と宿泊施設を兼ねた一軒宿「沙流川温泉 ひだか高原荘」が存在する。温泉施設は男女別の内湯とサウナが一つずつあり、加温濾過循環式。冬は日高国際スキー場のロッジにもなる。
- 日帰り入浴　7:00~21:00（9:00~10:00清掃時間）大人700円（400円）、中学生500円（250円）、小学生200円（150円）（町民料金）毎週月曜日は16:00~21:00
- 広大な駐車場があり、国道274を走行する大型トラックやトレーラーの立ち寄り地となっており、ランチ時間にはカレーやパスタ、定食などを提供している。

## 歴史
- 1972年（昭和47年） - 開湯。
- 1999年（平成11年） - 改装。
- 2024年（令和6年）8月に株式会社ひだか高原荘の事業撤退により営業を停止。その後日帰り入浴のみ日高町直営にて運営継続
- 2025年（令和7年）4月より指定管理者として株式会社スポートピアが宿泊、食堂、日帰り入浴の事業を再開。休館中は運営再開に向け玄関の天井や壁、ロビー床の改修、配管機械の回復、美装など、約4000万円をかけて改修工事を実施。

## アクセス
- 鉄道：石勝線占冠駅下車、バスで約25分。
- 車：道東自動車道占冠ICより約20分。

## 周辺施設
- 日高国際スキー場
- 日高山岳ビラパーク
- 日高沙流川オートキャンプ場
- 日高山脈博物館
- 国立日高青少年自然の家
- 道の駅樹海ロード日高